# Müssingen (Soltendieck)
Müssingen ist ein Ortsteil der Gemeinde Soltendieck in der Samtgemeinde Aue im niedersächsischen Landkreis Uelzen. 

## Geografie und Verkehrsanbindung
Der Ort liegt südöstlich des Kernortes Soltendieck.
Das Naturschutzgebiet Schnegaer Mühlenbachtal liegt nordöstlich vom Ort.
Nördlich verläuft die B 71. 
Die Landesgrenze zu Sachsen-Anhalt verläuft südlich. Nachbarort in Sachsen-Anhalt ist die Gemeinde Dähre im Altmarkkreis Salzwedel.
Der Ort ist von drei Erhebungen umgeben: nördlich vom 113 Meter hohen Juchterberg, östlich vom 104 Meter hohen Körberg und südwestlich vom 122 Meter hohen Pugelatz.

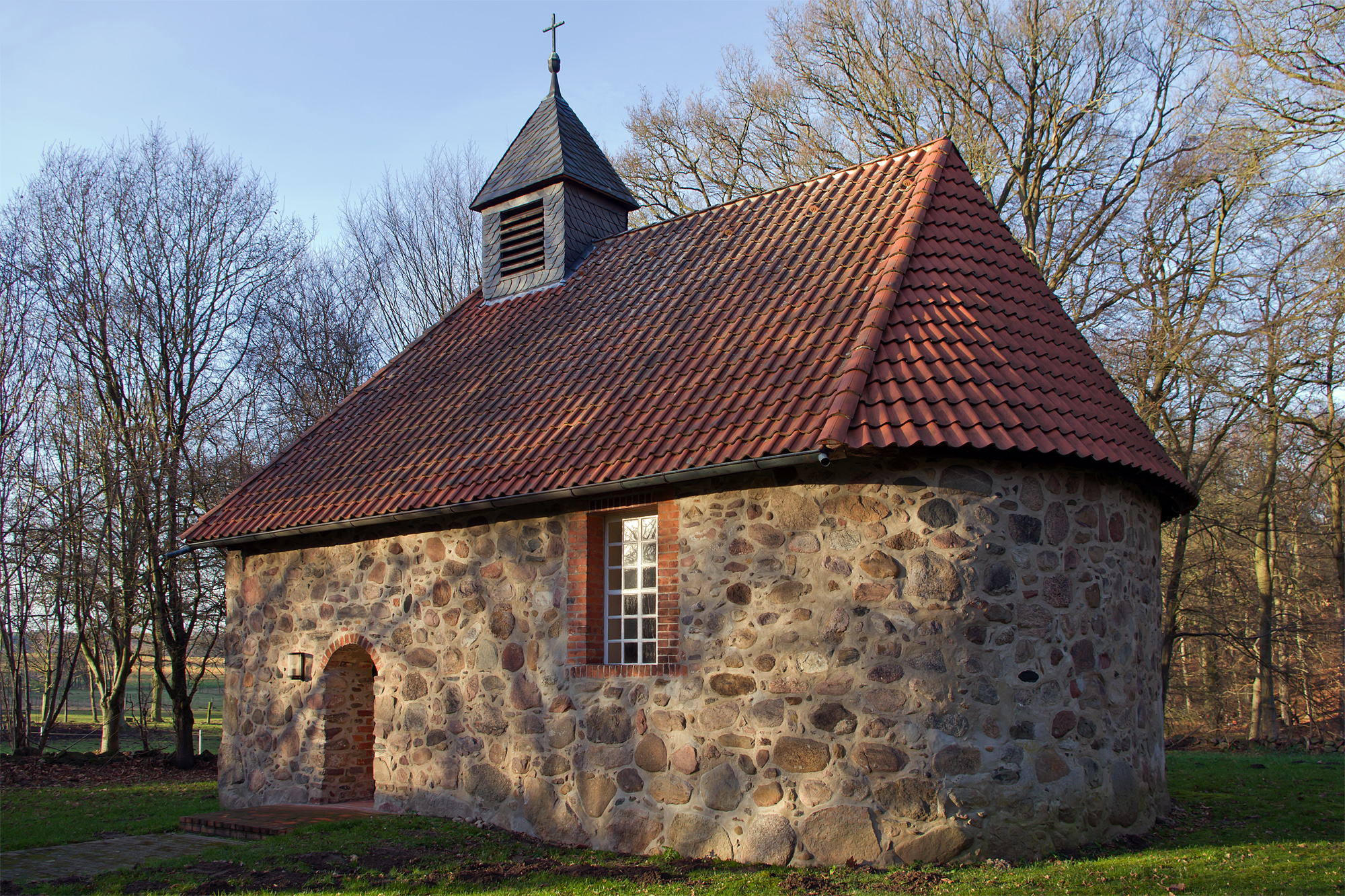
St.-Michaelis-Kapelle in Müssingen

## Sehenswürdigkeiten
Die evangelische St.-Michaelis-Kapelle ist ein kleiner Feldsteinbau, der wohl aus dem 14. Jahrhundert stammt.